# 알티컴즈
알티컴즈(RTCOMS)는 대한민국의 IT 기업이다.